# 分岐 (数学)

系統的に分岐を図示：Y 上のほとんど全ての点のファイバーは、3個の点から構成される。しかし例外は、Y のドットでマークした 2か所の点では、ファイバーがそれぞれ 1つと 2つの点からなる。写像 f は Y のこれらの点で分岐するといわれる。

数学における分岐 (ramification) とは、例えば多価関数としての平方根が零点から符号の異なる二つの枝に分かれているような意味で、「枝分かれ」することをいう。またその逆に、例えばある点で退化しているような被覆写像により複数のファイバーが合流するような場合も（逆の視点から見れば枝分かれしているので）分岐という。

## 複素解析
複素解析では、基本モデルとして、z = 0 の回りの複素平面を写像する z {\displaystyle \to } zn を取ることができる。これは指数 n の分岐のリーマン面上の標準的な局所描像である。例えば、種数についての写像の有効性についてのリーマン・フルヴィッツの公式で、このようなことが起きる。分岐点 (数学)も参照。

## 代数トポロジー
被覆写像で、オイラー・ポアンカレ標数は、シートの枚数をかけねばならなく、従って、分岐はかけることにより、落ちてしまうものを見つけねばならない。z {\displaystyle \to } zn 写像は、局所パターンとしてこれを示している。0 を除外し、言わば 0 < |z| < 1 で見てみると、（ホモトピーの観点より、）n-乗写像はオイラー標数が 0 の円を円自身へ写すし、オイラー標数 1 の円板も写すが、z = 0 で互いに合流する n 毎のシートとして n – 1 個の点は失われてしまう。
幾何学的な項では、分岐は余次元 2（結び目理論のように）やモノドロミーを起こす。実余次元 2 は複素余次元 1 であるので、局所的な複素的な例は、高次元の複素多様体のパターンを作り出す。複素解析では、シートを直線（一変数）に沿って、あるいは、一般的には余次元 1 の部分空間に沿って折り曲げて単純化することができない。分岐集合（上のベース上の分岐軌跡、二重点）は、取り囲んでいる多様体というよりも実次元が 2 次元低くなる。従って、2つの側へは分離しなく、局所的には、例の中にあるように分岐軌跡を追跡する系となる。任意の体上の代数幾何学では、この類似により、代数的な余次元 1 となる。

## 代数的整数論

### Q の代数拡大
代数的整数論での分岐は、ある素イデアルへの素数の繰り返しの分解を意味する。R を代数体 K の整数環とし、P を R の素イデアルとする。各々の K の体の拡大 L に対し、L の中の T の整閉包 S と S のイデアル PS とを考えることができる。PS は素であるかどうか分からないが、[L:K] を有限とすると、素イデアルの積
P1e(1) ⋯ Pke(k)
となる。ここに Pi はそれぞれ S の異なる素イデアルである。すると P が L で分岐しているとは、ある i に対して e(i) > 1 であるときとを言う。言い換えると、P が L で分岐するとは、分岐指数 e(i) が 1 より大きな Pi が存在することを言う。全ての i に対して、e(i) = 1 の場合を不分岐と言う。同値な条件としては、S/PS が零でない冪零元を持つことである。べき零元は有限体の積ではない。リーマン面との類似は、19世紀に既にリヒャルト・デーデキント (Richard Dedekind) とハインリッヒ・ウェーバー (Heinrich M. Weber) が指摘していた。
分岐は、相対判別式(relative discriminant)により K にエンコードされ、相対差イデアル(relative different)により L にエンコードされる。相対判別式は K の整数環のイデアルであり、P で割りきれることと、P を割る S のイデアル Pi が存在し分岐することをは同値である。相対差イデアルは L の整数環のイデアルであり、Pi が分岐するとき、S の素イデアル Pi で割り切れる。
分岐指数 e(i) が全て P の標数 p と互いに素であるときを、分岐が順 (tame) と言い、そうでない場合を激 (wild) と言う。この条件はガロア加群の理論に重要である。デデキント整域の有限生成なエタール拡大 B/A が順であることと、トレース Tr: B → A が全射であることとは同値である。

### 局所体
数体での分岐のさらに詳しい分析は、局所的な問題であるので、p-進数の拡大を使い進めることができる。局所的な場合には、基本的にはどのくらいガロア群が計量から動くかを問うことで、分岐を測る量がガロア拡大に対して定義される。分岐群 (数学)の列が定義され、とりわけ、暴 (wild) 分岐が具体化される。つまり、幾何学的な類似を超えた意味を持っている。

## 代数学
付値論では、付値の分岐理論で、体 K の拡大体への付値の拡大の集合を研究する。このことが代数的数論、局所体、デデキント整域での概念へ一般化される。

## 代数幾何学
代数幾何学では以下に定義する不分岐射(unramified morphism)の考え方があり、エタール射を定義するために役立つ。
スキーム {\displaystyle Y} の中の点 {\displaystyle y} に対し、対応する局所環の射
{\displaystyle f^{\#}\colon {\mathcal {O}}_{X,f(y)}\to {\mathcal {O}}_{Y,y}}
を考える。{\displaystyle {\mathfrak {m}}} を {\displaystyle {\mathcal {O}}_{X,f(y)}} の極大イデアルとし、
{\displaystyle {\mathfrak {n}}=f^{\#}({\mathfrak {m}}){\mathcal {O}}_{Y,y}}
を {\displaystyle {\mathcal {O}}_{Y,y}} の中の {\displaystyle {\mathfrak {m}}} の像により生成されたイデアルとする。射 {\displaystyle f} が不分岐とは、局所的に有限型で、かつ、{\displaystyle Y} のすべての {\displaystyle y} に対し、{\displaystyle {\mathfrak {n}}} が {\displaystyle {\mathcal {O}}_{Y,y}} の極大イデアルであり、誘導された写像
{\displaystyle {\mathcal {O}}_{X,f(y)}/{\mathfrak {m}}\to {\mathcal {O}}_{Y,y}/{\mathfrak {n}}}
が有限次拡大で分離拡大である場合を言う。この考え方は、代数的整数論での不分岐拡大の幾何学バージョン（一般化）である。
{\displaystyle f:X\to Y} をスキームの射とする。準連接層 {\displaystyle \Omega _{X/Y}} の台（サポート）を {\displaystyle f} の分岐軌跡(ramification locus)と呼び、分岐軌跡の像 {\displaystyle f\left(\mathrm {Supp} \Omega _{X/Y}\right)} を {\displaystyle f} のブランチ軌跡(branch locus)と呼ぶ。{\displaystyle \Omega _{X/Y}=0} であれば、{\displaystyle f} は形式的に不分岐(formally unramified)と言い、{\displaystyle f} も局所有限表現であれば、{\displaystyle f} は不分岐であるという[ヴァキル (Vakil) のノートを参照]。